# 하응림
하응림(河應臨, 1536년 ~ 1567년)은 조선의 문신이다. 본관은 진주(晉州). 자는 대이, 호는 청천이다. 아버지는 참봉 하영수(河永水)이고, 어머니는 남양 방씨(南陽房氏)로 중직대부(中直大夫) 전행예산현감(前行禮山縣監) 방응청(房應淸)의 딸이다.
1555년(명종 10)에 진사시에 합격하였고, 1559년에 정시 문과에 갑과로 급제하여 예문관검열이 되었다. 1563년 부수찬, 1566년 정언을 거쳐 공조정랑과 예조정랑이 되었다.

## 조선 중기 팔문장계
문장에 뛰어나 이이, 송익필, 최립, 최경창, 이달, 백광훈, 이산해 등과 함께 팔문장계로 불렸다.

## 가족 관계
- 증조부 : 하맹윤(河孟潤)
  - 조부 : 하계선(河繼先)
    - 부 : 참봉 하영수(河永水)
    - 숙부 : 목사 하억수(河億水)

  - 외조부 : 방응청(房應淸)
    - 모 : 남양 방씨(南陽房氏)
    - 외삼촌 : 증 좌승지 방덕린(房德麟)
      - 외사촌 : 방복령(房復齡)